# 姜泰敏
姜 泰敏（カン・テミン、朝鮮語: 강 태민、1922年 - 1960年10月）は満州国、大韓民国の軍人。最終階級は陸軍少将。本貫は晋州。

## 略歴
満州国陸軍軍官学校第3期予科卒業。陸軍士官学校第58期に編入。1949年、陸軍士官学校第8期特別第4班を卒業して任官（軍番13508番）。当初海軍に配属され、士官学校の生徒隊長を務めていたが、のちに陸軍に転じ、独立装甲連隊第1大隊長。1950年2月15日、第22連隊長（中領）として6月の朝鮮戦争勃発を迎え、新寺洞 - 果川の戦い、ついで7月24日から盈徳の戦いに参加。8月9日に橋の過早爆破により多くの将兵が溺れ、1個大隊分の装備が遺棄されたため8月15日付で更迭された。その後、国民防衛軍士官学校校長、第3師団参謀長を経て、1951年5月25日、朴正煕の後任として第9師団参謀長。
戦争後期の52年10月13日、「16人の砲兵将星」の一人に選抜され、光州砲兵学校での3か月間の訓練を経て米国に留学、帰国後砲兵指揮官および准将進級。1953年、第9師団（師団長：李翰林少将）砲兵団長。1957年8月、第26師団長。
戦後、第3軍団副軍団長、第8師団長を経て、少将昇進後に軍捜査副司令官を務めた。
1959年4月26日、第2次粛軍断行の折、様々な事故の指揮責任により、第20師団長李貞錫准将と共に予備役に編入された。この時すでに癌に侵されており、帰郷後は農業をやりながら療養生活を続けていたが、翌1960年に死去。同年11月4日、少将追敍。

## エピソード
1期先輩の朴正煕とは親しい間柄で、毎週日曜になると朴の自宅を訪ねては歓談していたという。
フィリップ・チャールズ・ハビブの報告書によれば、白善燁の追従者であるという。